# Rhododendron ziyuanense
Rhododendron ziyuanense är en ljungväxtart som beskrevs av Pui Cheung Tam. Rhododendron ziyuanense ingår i släktet rododendron, och familjen ljungväxter. Inga underarter finns listade i Catalogue of Life.